# Покровская церковь (Среднеколымск)
Покро́вская церковь (также церковь Покрова Пресвятой Богородицы) — исчезнувший православный храм в Среднеколымске.
Первоначально была построена как часовня в местечке Троицкое, впоследствии была перенесена в Среднеколымск, в 1701 году освящена как церковь. Перестроена в 1822 году. В XX веке сгорела.

## История
История деревянной церкви берёт начало с часовни в местечке Троицкое (ранее — опорный пункт сбора ясака на Колыме, находилась в 120 верстах от Среднеколымска), которая была в разобранном виде перенесена по Колыме в Среднеколымский острог, и освящена как церковь 1 декабря 1701 года. Время постройки Троицкой часовни неизвестно. В ряде документов XVIII — начала XIX века церковь имела двойное наименование: «Покровская (Троицкая) церковь». 
В 1754 году прибывший из Зашиверска священник Слепцов в Покровской церкви отпевал графа Михаила Головкина, находившегося здесь в ссылке. В 1772 году в церкви насчитывалось 34 церковных книги. Здесь крестили коренное население бассейна Колымы, которое сразу после совершения обряда на три года освобождалось от ясака и других повинностей. 
К началу XIX века церковь обветшала, горожане собрали 1500 рублей и просили начальство о постройке новой церкви. На что местные власти в 1809 году направили просьбу жителей в духовную консисторию Иркутска об «исходатайствовании всемилостивейшего Его Императорскаго величества соизволения» на строительство деревянной церкви. В 1812 году консистория дала добро на строительство. Впоследствии церковь сгорела. В 1815 году из-за отсутствия «порядочнаго грунту земли» было решено построить новую церковь на месте старой. Мастером новой церкви был Устин Егловский, среди плотников — якуты Гаврило Кырчибытов, Василий Слепцов из «Верхнеколымской округи», Алексей и Яков из Мятюской волости, Яков из Егинской волости, Яков из Байдунской волости. В 1822 году из сплавленного по Колыме леса и на пожертвования прихожан была построена новая церковь. В 1824 году по согласию Иркутской консистории остатки старой церкви были использованы на отопление новой. 
До XX века оставалась старейшим сооружением Среднеколымска, в том же столетии сгорела.